# Plęśnica
Plęśnica (potocznie Plinc, Lubomka, niem. Plinz-Graben) – niewielka struga w Polsce, w województwie śląskim, w powiecie wodzisławskim i raciborskim. Swoje źródło ma w Pogrzebieniu, skąd płynie najpierw na wschód, a później na południe, przepływając przez Lubomię. Następnie poprzez przepompownię wtłaczana jest na teren zbiornika Racibórz Dolny po czym niestabilnie płynie poprzez czaszę zbiornika, mijając od wschodu Stare Nieboczowy i Nowy Dwór, po czym wpływa do jednego z wielu wyrobisk pożwirowych. 
Do 1937 roku koryto Plinca było dłuższe i kończyło się na Odrze w Raciborzu, w połowie odcinka między mostem kolejowym i drogowym w kierunku Płoni. Jego bieg skrócono wraz z pracami ziemnymi przy budowie kanału Ulga, do którego obecnie wpływają wody Plęśnicy. Pozostałością po zasypanym odcinku koryta jest ukośny przebieg toru kolejowego w południowej części przedwojennej fabryki Siemens-Planiawerke AG (od 1951 roku jako Zakłady Elektrod Węglowych, obecnie SGL Carbon), ułożonego równolegle do ówczesnego koryta Plinca. Do 2013 r. jej koryto przepywało przez południowo-zachodnią część dzielnicy Brzezie i wpadało do Kanału Ulga. Dawniej do Plęśnicy wpadała struga Kamieniok.
W latach 2013–2020 ponownie skrócono koryto Plęśnicy z ok. 13 km. do ok. 10,2 km. Od tego czasu struga uchodzi w czaszy Zbiornika Racibórz Dolny w jednym z wielu pożwirowych wyrobisk wodnych. Z uwagi na to, że eksploatacja żwiru z czaszy zbiornika postępuje jest ono zmienne i nie ma określonego miejsca ujścia rzeki. Następnie woda odprowadzana jest do zlewni Odry. Stabilne koryto Plęśnicy kończy się w Lubomi po około 7,2 km. od źródeł, na przepompowni przy wschodniej prawobrzeżnej zaporze zbiornika. Następnie wody rzeki są wpuszczane przez przepusty do czaszy zbiornika, gdzie płyną dalej pomiędzy wyrobiskami żwirowymi około 3 km.
Nazwę Plęśnica wprowadzono urzędowo w 1951 roku, zastępując niemiecką nazwę Plinz-Graben. Potwierdziła ją w 2006 roku Komisja Nazw Miejscowości i Obiektów Fizjograficznych. Jak podaje Paweł Newerla, wprowadzona nazwa była dla okolicznych mieszkańców zaskoczeniem, gdyż jej zwyczajową nazwą jest Plinc. Obecnie często używana jest również nazwa Lubomka.